# Туманность Полумесяц
NGC 6888 (другое обозначение — LBN 203) — эмиссионная туманность в созвездии Лебедь. Размеры туманности составляют примерно 25 на 18 световых лет. Она располагается на расстоянии примерно 4700 световых лет от Земли. NGC 6888 образовалась в результате выбросов супергиганта HD 192163, расположенного в центре туманности. Масса этого светила составляет около 10 солнечных.
Этот объект входит в число перечисленных в оригинальной редакции «Нового общего каталога».
Возле NGC 6888 обнаружена планетарная туманность Мыльный Пузырь (PN G075.5+01.7).

## Образование

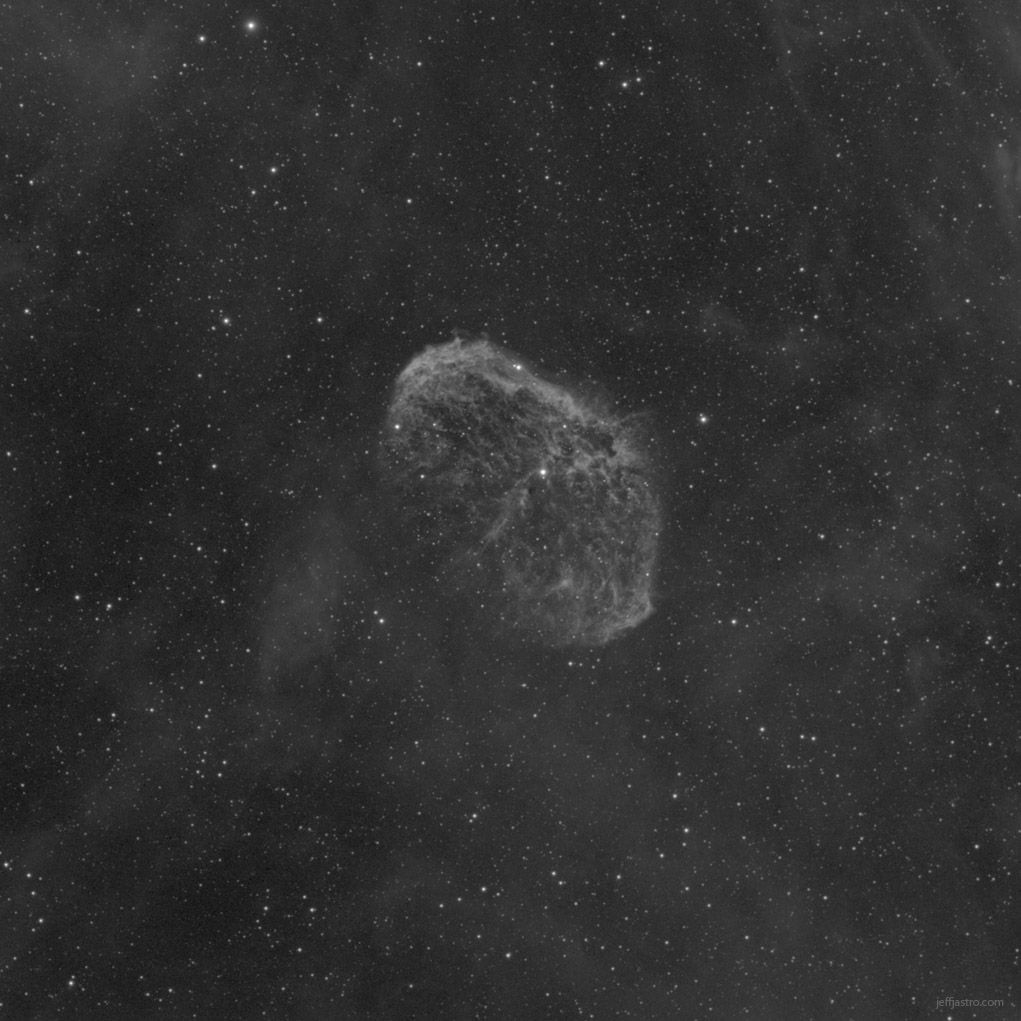
Туманность «Полумесяц» в созвездии «Лебедь» (NGC 6888) видимая через фильтр H_{α} (ширина полосы пропускания фильтра — 3 нм).

Туманность образовалась вокруг звезды WR 136 (HD 192163) из типа Вольфа — Райе в результате ионизации быстрым звёздным ветром медленнее движущегося газа, сброшенного этим красным гигантом около 400 тысяч лет назад.